# Tunnel Bruck
Der Tunnel Bruck ist ein zweiröhriger Autobahntunnel auf der Semmering Schnellstraße (S6) bei Bruck an der Mur.
Am Ostportal befindet sich der Autobahnknoten Bruck.

## Daten
Die Nordröhre mit der Fahrtrichtung nach Leoben hat eine Länge von 1237 m. Sie liegt auf einer Höhe von 502 m ü. A. Die Südröhre in umgekehrter Fahrtrichtung ist mit einer Länge von 1250 m um 13 m länger und liegt auch mit 527 m etwas höher. Beide Röhren besitzen eine Fahrbahnhöhe von mindestens 4,5 m und die Fahrbahnbreite mit jeweils zwei Fahrbahnen beträgt 7,50 m.
Der Tunnel entspricht nicht mehr dem Stand der Technik. Er und der westlich gelegene Tunnel St. Ruprecht wurden im Zuge der „Sanierung Tunnelkette Bruck“ von 2014 bis April 2016 generalsaniert. Mitsaniert werden auch die Brückenbereiche am Knoten Bruck, und der Lärmschutz wird verbessert.